# Артефакт (UML)

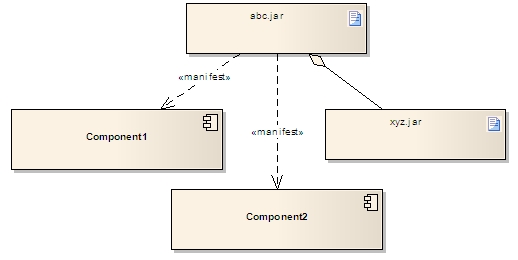
Артефакт що маніфестує компоненти та містить інший артефакт

Артефактом (англ. artifact) в UML називають окремий шмат інформації, що використовується чи з'являється в процесі розробки програмного забезпечення. Це може бути файл з кодом, модель, частина документації, чи повідомлення електронної пошти або навіть нотатка, приклеєна до монітора.
В UML1.x артефакти називались компонентами. Проте, на відміну від компонентів, артефакти — це фізичні сутності (файли, записи БД,...), які розміщуються на фізичних вузлах. Компоненти або класи не мають «розміщення». Один артефакт може маніфестувати (містити) кілька різних артефактів.